# Ca n'Arpa
Ca n'Arpa o Arpa és una masia situada al municipi de Clariana de Cardener, a la comarca catalana del Solsonès. És una masia de la que es té constància des del segle XIV Segons mossèn Antoni Bach i Riu, l'antropònim provinent de la casa es difongué a la zona de Cardona durant l'època medieval. El nom Arpa sembla que provindria del nom Arca, que fa referència a un monument de pedra de període prehistòric.
És una construcció habitual a base de pedra i teula, molt modificada. Té les parets de paredat de carreus escairats i de carreus en filades; algunes de les obertures són amb pedra picada, i el portal està refet amb totxo. La coberta és a dues vessants. Disposa d'altres edificis de diverses qualitats i usos relacionats.
La masia es troba a 595 m d'altitud, a 300 m de Cal Joan, i a uns 800 m d'Anglerill. Està envoltada de camps de conreu de secà que s'alternen amb boscos mixt de carrasca i pins que es situen en les obagues i en les zones abruptes, també amb edificacions aïllades. Forma part del paisatge agroforestal de la zona.